# آنقوزه
آنقوزه، آنغوزه،بَلیَدی یا هینگ، گیاهی علفی و چندساله است که ریشهٔ آن کمی کلفت و گوشتی، برگ‌های آن بسیار بریده و غباری، ساقه آن گوشتی و بلندی آن تا ۲ متر است. گل‌های آن به رنگ زرد و به گروه چتر مانند در آخر ساقه پدید می‌آید. آنقوزه در چند سال ابتدایی سن خود ساقهٔ در دید نیست و برگ‌های آن گسترده روی زمین است که در مراتع به نام (حلتیت)، (کماه) و (انگزاکماه) می‌شناسند.
میوهٔ آنقوزه دارای دو تخم به رنگ قهوه‌ایی تیره و سیاه، بیضی کمی پهن و بسیار بدبو است. با تیغ زدن یا قطع ریشه یا قسمت پایین ساقه و یقهٔ گیاه در پایانی بهار، شیرهٔ بسیار بدبو در میانی تابستان بیرون می‌آید که در کنار هوا کم‌کم سفت می‌شود که همان آنغوزه است. آنقوزه در زمین‌های بائر و خشک و آهکی پهنای گرم آسیا می‌روید. بومی استپ‌های ایران و افغانستان است. در ایران؛ در شهرستان کوهسرخ استان خراسان رضوی در روستای دهمیان، بلوچستان و باختری مختلف جنوب ایران، مانند کرمان، راور، سرچهان، آباده، نائین می‌روید. گونه‌های دیگری از گیاه Ferula نیز در ایران می‌رویند که از آن‌ها نیز آنغوزه گرفته می‌شود و به صورت گونه‌های جداگانه یا واریته‌هایی از یک گونه شناخته شده‌اند مانند F.foetida Regel. , F.alliacea Boiss. , F.Kuma و F.Kurdica Pol.
گونهٔ F.foetida در دامغان، بلوچستان، خراسان، شاهرود، میامی و سبزوار و در زرین دشت فارس شناسایی شده و زیر گونه دسته‌ای است که آنغوزهٔ منتن بنام خراسان را می‌دهد.
این گونه را در شهر دیباج و کنار آن (چهارده کلاته و دهستان رودبار) به نام محلی «اشتلغاز» یا «اشترغاز» می‌شناسند و هواداران زیادی در تهیه خوراک‌های سنتی دارد. بوته این گونه در برابر با سایر گونه‌ها، بلندای کمتری داشته و از بو و اسانس بیشتری برخوردار است.
گونهٔ F.alliacea در خراسان و کرمان شناسایی شده‌است.
گونهٔ F.Kurdica در کوه‌های ساوجبلاغ و روستا سولان همدان که کوهی به همین ناموجود داردکماه زار و در آذربایجان غربی زیاد است صمغ آن به اندازهٔ یک باقلاست و بوی Baume de peru می‌دهد بدین سان بوی تند لیمو دارد این گیاه با نام محلی «بی وزا» نامیده می‌شود.
گونهٔ F.Kuma که در بلندای سرشیو، سقز کردستان، بلندی اورامانات، کوه‌های بی بَرسَن و پوکیده، کردستان و همچنین در کهگیلویه و لرستان فراوان است و سبزه‌های پربهایی است و برای چاق کردن اسب و گاو علوفهٔ خوبی است. نام محلی آن «کَما» و «ویه» است.
از دید شکل گیاه گونه‌های بالا خیلی مانند می‌باشند ولی بلندی‌های آن‌ها مختلف است و همچنین در برخی گونه‌ها رنگ گل سفید و رنگ میوهٔ آن زمانی که برسد مایل به سفید، گرد و پهن شبیه سکّه است و خوشبو است. این تیره پایانی که بی وزا گفته می‌شود در کتب طب سنتی انجدان طیب یا انجدان سفید نامبرده می‌شود.

## مشخصات آنغوزه
آنغوزه شیره گیاهی است که از تیغ زدن ریشه یا پایین ساقه یا قطع ساقهٔ گیاهان مولد آنغوزه از ناحیهٔ یقه گیاه خارج می‌شود و در طول تابستان به دست می‌آید و برداشت میشود و به دو صورت در بازار عرضه می‌شود. یک نوع را که آنغوزه اشکی گویند بسیار تمیز؛ بدون خاک و خاشاک و مرغوب است رنگ خارجی آن زرد مایل به قرمز یا قهوه‌ای و صاف و شفاف است. از نظر ابعاد، در حد فندق یا کمی بزرگتر یا کوچکتر یا در ابعاد نخود است. رنگ مقطع آن سفید است که در مجاورت هوا به سرعت اکسیده شده و تیره می‌شود؛ و به نوع دیگر که در بازار عرضه می‌شود، توده‌ای گفته می‌شود که با بی‌دقتی جمع‌آوری شده و مخلوط با خاک و خاشاک و برگ است و نامرغوب می‌باشد. طعم آنغوزه گس در بعضی گونه‌ها تلخ و بویی شبیه بوی سیر، متعفن و خیلی تندی دارد.

## خواص آنغوزه
اندام دارویی این گیاه صمغی رزینی که از ایجاد برش در بخش‌های بالایی ریشه به‌دست می‌آید است و رزین، اسانس و صمغ، اسید فرولیک و ترکیبات دی سولفید جزو مواد مؤثرهٔ این گیاه می‌باشند. عملکرد دارویی این گیاه ضدنفخ و خلط‌آور است و در درمان‌های سوءهاضمه یا قولنج‌های مربوط به نفخ، التهاب برونشیت، سرفه و اختلالات و ناراحتی‌های عصبی کاربرد دارد.

## روش بهره بردن (استفاده) از آنغوزه
روش بهره بردن این گیاه به صورت خوراکی، تنتور و بخور برای کمک به درمان احتقان بینی و برونشیت است. صمغ پودر شده این گیاه روزانه ۰٫۳ تا ۱ گرم در ۳ نوبت و به صورت تنتور نیز ۲ تا ۴ لیتر در روز، تکه‌های ۰٫۲ گرمی به اندازه ۲ تا ۵ دانه در روز

## نکات مهم دربارهٔ آنغوزه
لطفاً حتماً برای مصرف تمام گیاهان دارویی با متخصص داروی گیاهی مشورت کنید. آنغوزه را در دوران شیردهی و برای کودکان مصرف نکنید. کومارین‌های موجود در این گیاه ممکن است با داروهای ضد انعقاد تداخل کند. در گزارشی آمده‌است که مصرف ۵۰ تا ۱۰۰ میلی‌گرم این گیاه در افرادی که مشکل عصبی دارند باعث تشنج شده‌است.